# Pavlína Lubojatzky
Pavlína Lubojatzky (* 2. září 1994, Praha) je bývalá marketingová specialistka, která se stala známou jako soutěžící ve 4. řadě televizního soutěžního pořadu MasterChef Česko na TV Nova, kde se umístila na druhém místě za Romanem Stašou.

## Život
Pochází z Moravy, ale žije s manželem Martinem Lubojatzkym v Praze, s nímž píše blog o vaření a cvičení. Vystudovala Vysokou školu ekonomickou, obor Mezinárodní obchod. Zajímá ji zdravý životní styl.
Na Štědrý den 2024 svým sledujícím na instagramu sdělila, že s manželem čekají první dítě, holčičku.

## Soutěž MasterChef Česko 2020
Její vystupování v soutěži MasterChef Česko 2020 se stalo kontroverzní a rozdělilo diváky na dvě části. Odpůrci jí vyčetli ambicióznost, afektovanost a hysterické vystupování, zatímco příznivcům se líbil její styl vaření. V této soutěži se nakonec umístila na druhém místě.